# FOXD4
FOXD4‏ (Forkhead box D4) هوَ بروتين يُشَفر بواسطة جين FOXD4 في الإنسان.